# Afrodacarellus uviraensis
Afrodacarellus uviraensis är en spindeldjursart som först beskrevs av Ryke och Loots 1966.  Afrodacarellus uviraensis ingår i släktet Afrodacarellus och familjen Rhodacaridae. Inga underarter finns listade i Catalogue of Life.